# アルケー
アルケー（古希: ἀρχή）とは、はじめ・始源・原初・根源・原理・根拠 等のことであり、哲学用語としては「万物の始源」また「（宇宙の）根源的原理」を指す。

## 概説
主にミレトス学派の自然哲学で議論された。古代ギリシアのアナクシマンドロスがはじめてアルケーの語を用いたとされる。
アリストテレスはその著書『形而上学』 (τὰ μετὰ τὰ φυσικά、あるいはΜεταφυσικά) において、哲学の祖はミレトスのタレースであり、彼は万物の根源（アルケー）を水であるとした、と記している。
また、ヘラクレイトスは火を、ピタゴラスは数をアルケーとし、エンペドクレースは土・水・火・空気の四大からなるリゾーマタ、デモクリトスはアトモス（不可分体）が根源であるとした。アナクシマンドロスは、無限定者（無限定）（アペイロン、en:Apeiron）がアルケーであると考えた、とアリストテレスの書は伝えている。

## キリスト教でのアルケー
『新約聖書』の『ヨハネによる福音書』（古希: Εὐαγγέλιον Κατὰ Ἰωάννην）は、元はコイネーギリシア語で書かれており、その冒頭に「Ἐν ἀρχῇ ἦν ὁ λόγος」と記されている。
これを（ギリシア語独特の語彙をできるだけそのままにして）翻訳すると次のようになる。
「アルケーとして（＝「はじめに」あるいは「根源的原理として」）ロゴスがいた。ロゴスは神とともにおり、ロゴスは神であった。このお方（＝ロゴス）は神とともにいた。すべてのものは彼（＝ロゴス）を通して存在するようになり、彼（＝ロゴス）なしで存在するようになったものは無い。」
これは、アルケーとして（＝最初から、根源的原理として）ロゴスが存在しており、ロゴスはヤハウェとともに存在していたのであり、ロゴスは神的存在であった、ヤーウェはロゴスを通して世界の全てのものを存在させた、ということを言っている。（そして『ヨハネによる福音書』の第一章のこれに続くくだりでは、冒頭で「ロゴス」という語で呼ばれている神的存在が、後に、肉体を持つようになり（＝受肉して）イエス・キリストとなって世に現れたのを人々は眼にしたのだ、といった内容のことが説明される。（～1:17））
ギリシア語聖書の代表的なラテン語訳である『ウルガータ聖書』の『ヨハネによる福音書』 (Biblia Sacra Vulgata (Stuttgartensia)/Ioannes) では、この冒頭部分を「In principio erat verbum 」と訳している。「principium」（principio は、この語の与格形）はラテン語では「はじめ」という意味以外に「原理」という意味があり、アルケーについての問いは、「世界の根源的原理」としての神（＝ロゴス、イエス）についての問いとして、中世のスコラ哲学に引き継がれた。
なお、アルケーという言葉のギリシア語での対語は、「テロス」 (古希: τελος telos) であり、テロスは「終わり・目標・完成」というような意味を持つ。ギリシア語聖書の末尾に配置されている『Απōκάλυψιςアポカリュプス』（『黙示（録）』や『啓示（の書）』などと訳されている書。秘密を開示する書。）において、イエズスは「わたしはアルパであり、オメガである」と述べたと（1:8、21:6、22:13の3か所で）記されているが、アルパ（Α）とオメガ（Ω）はギリシア語アルファベットでの最初と最後の字母である。
したがって、イエズスは「わたしはアルケーでありテロスである」と述べたとも解釈され、彼はギリシア語で語ったのではなくアラム語かヘブライ語で言葉を述べたはずで、ヘブライ文字だと最初と最後の字母はアレプとタウとなり、これがギリシア語のアルケーとテロスの頭文字に対応する。

## 注
1. ↑  “アルケーとは”.   コトバンク. 2019年11月28日閲覧。
2. ↑   Ἀριστοτέλης (ギリシア語), Μεταφυσικά/Βιβλίο Α, ウィキソースより閲覧。
3. ↑  山田哲也 (2008年5月8日). “タレス（B.C.620前後?-B.C.560前後?） 1、アルケー（始源）”. Webで読む西洋テツガク史. 2011年11月19日閲覧。
4. ↑  アリストテレス『形而上学』
5. ↑  En arkhēi ēn ho logos（エン・アルケー・エーン・ホ・ロゴス）
6. ↑  John 1:1-3 – Bible Hub
7. ↑   Ioannes (ラテン語), Biblia_Sacra_Vulgata_(Stuttgartensia)/Ioannes, ウィキソースより閲覧。